# Хуссейни, Хуссейн
Сайид Хуссейн эль-Хуссейни (араб. حسين الحسيني‎; 15 апреля 1937 — 11 января 2023) — ливанский политический деятель, спикер парламента (1984—1992).

## Биография
Родился в городе Захла во влиятельной шиитской семье, происходившей из города Шмустар.
Окончил Каирский университет (1963).
С 1967 года член Высшего шиитского Совета Ливана.
Мэр Шмустара до своего избрания в парламент в 1972 году. В 1972—1974 годах председатель парламентской комиссии общественных работ и гидроэнергетических ресурсов. Также входил в состав финансовой и бюджетной комиссии.
В 1974 году вместе с Мусой аль-Садром основал «Движение обездоленных», позже известное как Амаль. Руководил политическим крылом партии.
В 1978 году, когда Муса аль-Садр при загадочных обстоятельствах пропал в Ливии, избран генеральным секретарём Амаля. Противостоял попыткам Сирии втянуть участников движения в гражданскую войну. Оставил руководящий пост 17 июня 1980 года, отказавшись «окропить Амаль кровью» и сражаться бок о бок с ООП или любой другой фракцией.
В октябре 1984 года избран спикером парламента и занимал этот пост 4 двухлетних срока, до октября 1992 года. Участвовал в подготовке Таифского соглашения, закончившего Ливанскую гражданскую войну 1975—1990 годов. Считается[кем?], что именно ему принадлежит решающая роль. В 1987 году составил проект закона об отмене Каирского соглашения 1969 года о союзе с Ясиром Арафатом.

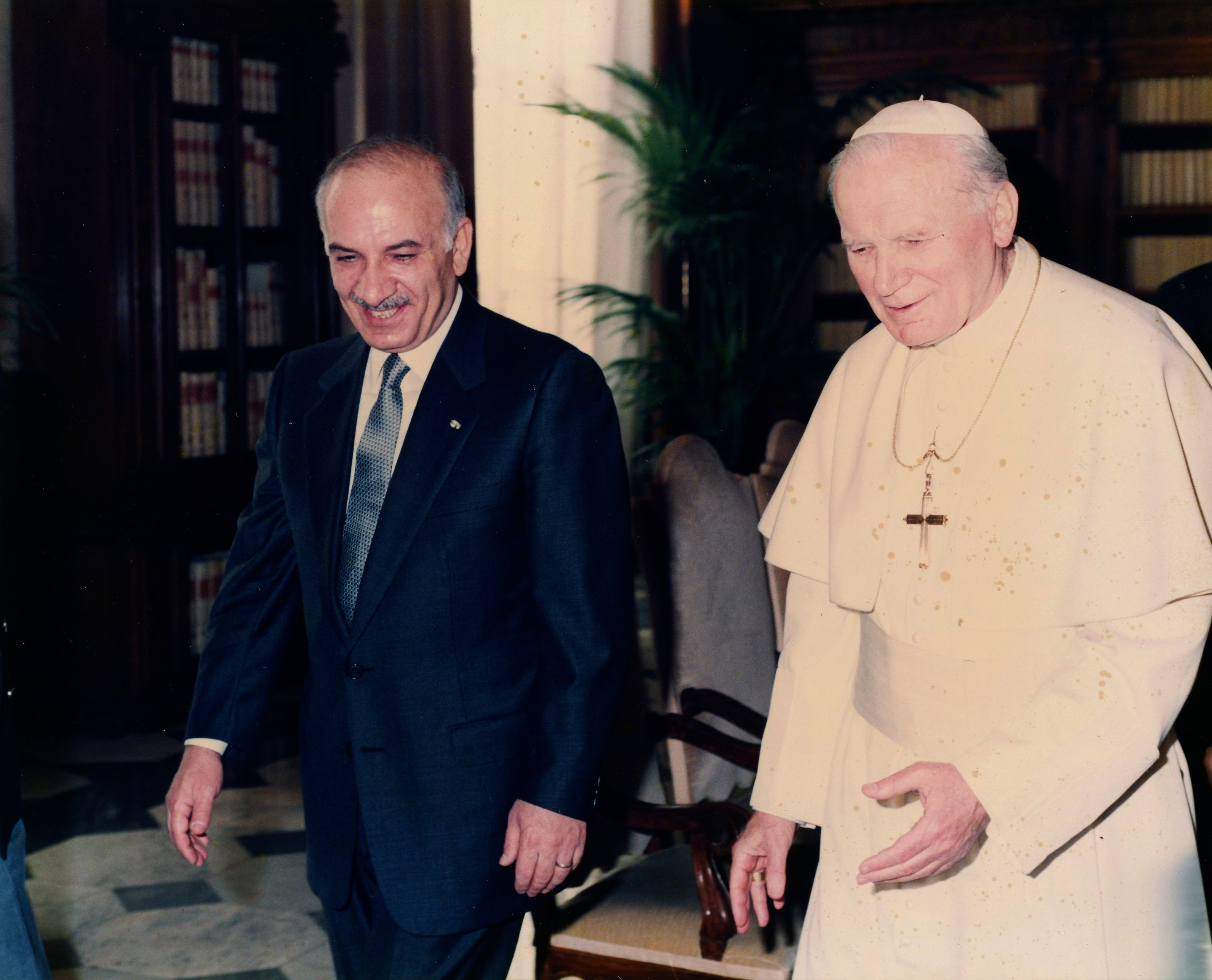
С папой Иоанном Павлом II в 1991 году

В 1992 году воспрепятствовал принятию закона, позволявшего Рафику Харири экспроприировать земельные участки в Центральном районе Бейрута с выплатой символической (15-процентной) компенсации. После этого по настоянию Сирии, войска которой находились на территории Ливана, оставил пост спикера.
Сложил депутатские полномочия 12 августа 2008 года, выразив тем самым несогласие с политикой нового правительства.
Умер 11 января 2023 года. Похоронен в городе Шмустар рядом с отцом.